# Jeri Ryan
Jeri Lynn Ryan, rodným jménem Jeri Lynn Zimmermann (* 22. února 1968 Mnichov) je americká televizní a filmová herečka, která se stala známou rolí Borgy asimilované dívky a následně osvobozené Sedmé z devíti v seriálu Star Trek: Vesmírná loď Voyager (1997–2001).
Ztvárnila také postavu Veroniky „Ronnie“ Cookeové v seriálu Bostonská střední (2001–2004). Objevila se ve sci-fi sérii Temné nebe (1997) a v dramatické sérii Žralok (2006–2008). V roce 2011 získala na stanici ABC titulní roli doktorky Kate Murphyové v seriálu Tělo jako důkaz. V roce 2016 začala hrát roli Veroniky Allen v seriálu Bosch na Amazon Prime.

## Osobní život
V roce 1968, kdy se narodila, působil její otec Gerhard Florian Zimmermann jako hlavní seržant na americké vojenské základně ve Spolkové republice Německo. Matka Sharon Zimmermannová, která pracovala na pozici sociální pracovnice, ji přivedla na svět v Mnichově. Spolu se starším bratrem Markem vyrůstala do svých jedenácti let na vojenských základnách v Kansasu, Marylandu, Havaji, Georgii a Texasu. Tehdy se její otec rozhodl odejít z armády a usadit se s rodinou ve městě Paducah v Kentucky.
Na střední škole Lone Oak High School maturovala v roce 1986, v celonárodní soutěži získala stipendium ke studiu na Northwest University v Evanstonu v Illinois. Na univerzitě se stala členkou dívčího spolku „Alfa Fí“ (ΑΦ), v němž se roku 1989 ucházela o jeho nejkrásnější členku v soutěži Miss ΑΦ. Vítězství jí zajistilo postup na celostátní Miss Illinois, ve které získala korunku nejkrásnější dívky, čímž se probojovala do celonárodní soutěže Miss USA, v níž obsadila čtvrté místo.
V roce 1990 promovala na univerzitě s titulem „bakalář divadelního umění“ (B.A.).

## Filmová kariéra

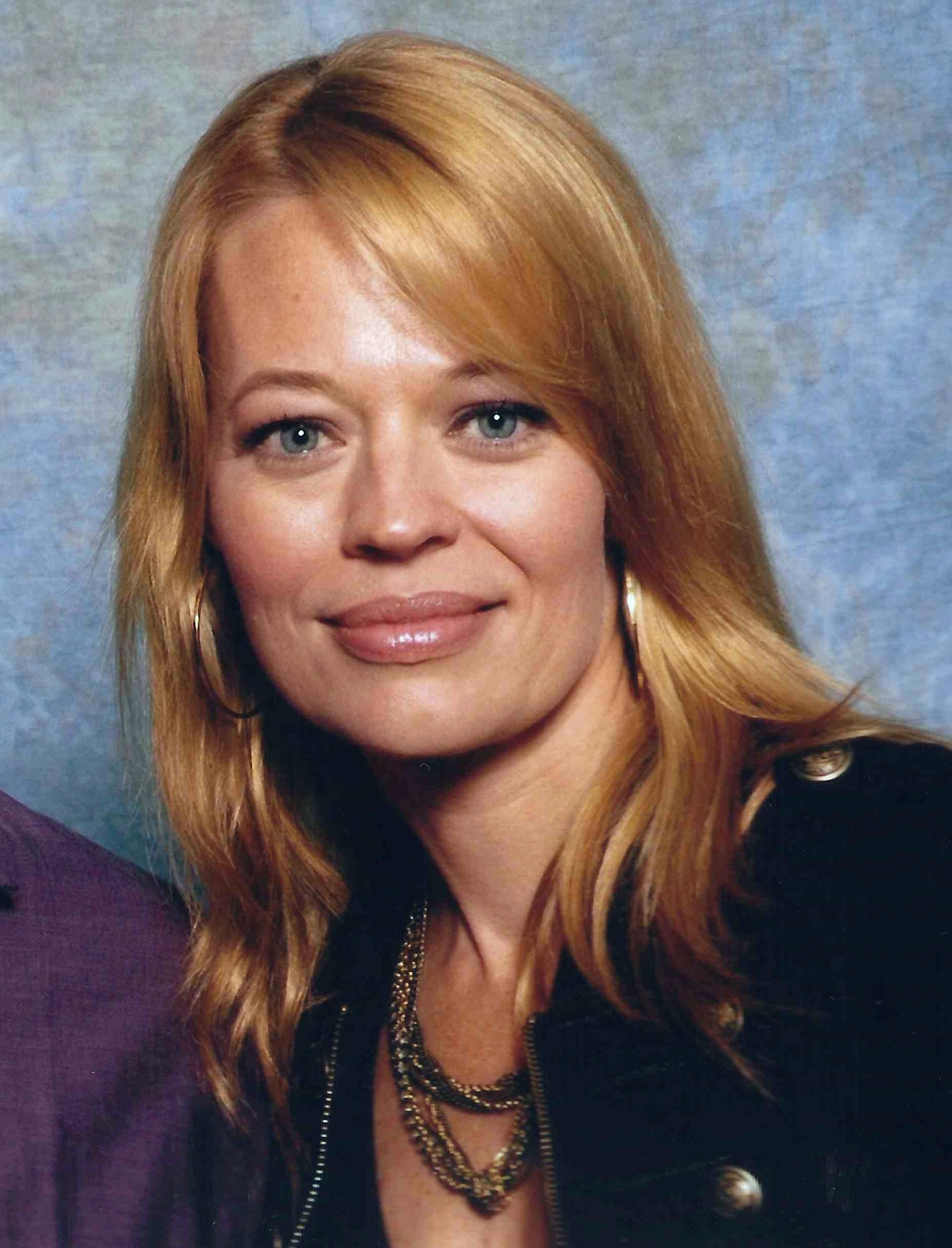
Jeri Ryan, 2012

Ve školních letech si přála být zvěrolékařkou, ale ještě na střední škole začala hrát v místním ochotnickém souboru. Před ukončením univerzity získala první malou roli ve filmu Letadla, vlaky, automobily, její scéna ale byla nakonec vystřižena. Po absolutoriu začala navštěvovat castingy a pracovat v reklamách. První realizovanou roli získala v sitcomu Who's the Boss? v roce 1991. Jako host se objevila v několika populárních seriálech – Matlock (1993), To je vražda, napsala (1995), Melrose Place (1996). Vedle toho se objevila i v nezávislých filmech jakými byly Men Cry Bullets (1997) a The Last Man (2000).
Roku 1996 ji mohli diváci spatřit v televizním seriálu stanice NBC Temné nebe, ve kterém ztvárnila roli mimozemské vyšetřovatelky Juliet Stuartové. Po jedné sezóně byl seriál zrušen, přesto právě tato role znamenala zásadní zlom v její dosavadní kariéře. Všimli si jí filmaři sci-fi s nabídkou role Sedmé z devíti v seriálu Star Trek: Vesmírná loď Voyager (4. – 7. sezóna), která znamenala celosvětovou slávu a nálepku sex-symbolu. Seriál obstál nejen u diváků, ale byl pozitivně hodnocen i recenzemi.
Po skončení poslední sezony Voyageru roku 2001 přijala postavu frustrované právničky Ronnie Cookeové v seriálu Bostonská střední, kterou ji napsal David Kelley „přímo na tělo“. Tento projekt byl zrušen v roce 2004.
V letech 2006–2008 hrála v seriálu Žralok a v letech 2020–2022 si zopakovala roli Sedmé z devíti v seriálu Star Trek: Picard.

## Soukromý život

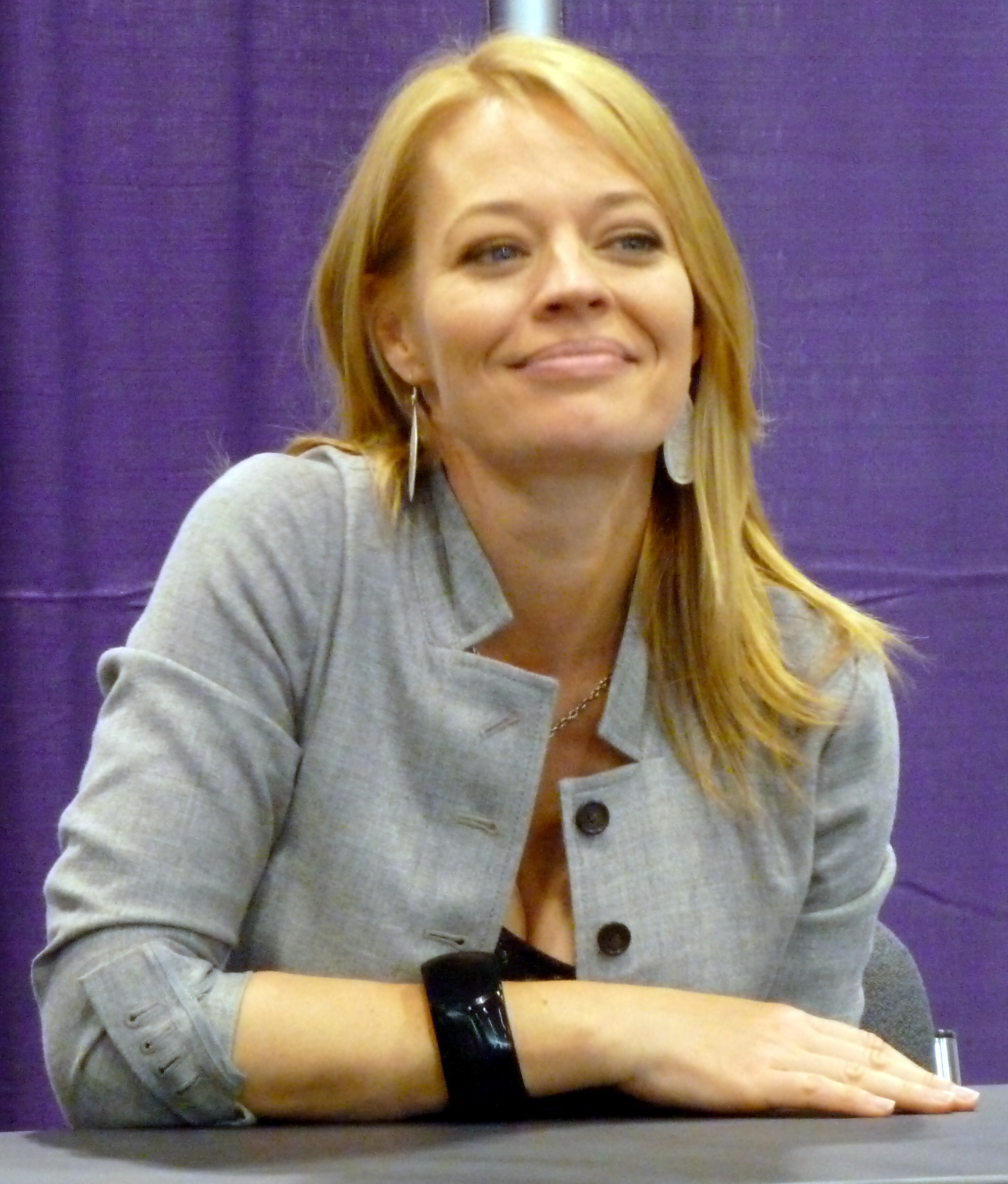
Jeri Ryan v roce 2012

V roce 1990 potkala investičního bankéře Jacka Ryana, za kterého se 15. června 1991 provdala. Z jejich manželství se narodil syn Alex (* 1994), v srpnu 1999 ale došlo k rozvodu. Jack Ryan se v roce 2004 ucházel o křeslo do Senátu USA na republikánské kandidátce, ale byl donucen odstoupit poté, co byla odhalena informace, že před šesti lety ho v rozvodovém řízení manželka obvinila z vynucování sexu na veřejnosti a podivných sexuálních praktik v nočních klubech. Ryan tato nařčení ihned odmítl a herečka se k nim nevyjádřila, přesto ovšem tento sexuální skandál znamenal konec politických ambicí a stažení jeho kandidatury. Senátorské křeslo za stát Illinois nakonec ten rok vyhrál demokratický nováček Barack Obama.
Jejím partnerem se po rozvodu stal jeden z producentů Voyageru Brannon Braga, s nímž v posledním roce natáčení navázala partnerský vztah. V roce 2003 však v Los Angeles potkala francouzského kuchaře Christophea Émého, za nějž se provdala. V únoru 2005 společně otevřeli restauraci Ortolan na třetí ulici v Los Angeles, kde je servírována francouzská kuchyně po moderním způsobu. Svatbu uspořádali 16. června 2007 v údolí řeky Loiry mezi Sully-sur-Loire a Chalonnes ve Francii. Dne 20. března 2008 přivedla v Los Angeles na svět dceru Gisele Émé.

## Filmografie
| Film      | Film                                          | Film                  | Film                                      |
| Rok       | Název                                         | Role                  | Poznámka                                  |
| --------- | --------------------------------------------- | --------------------- | ----------------------------------------- |
| 1991      | Oběť krásy                                    | Dawn Elizabeth Smith  | televizní film                            |
| 1992      | Flash III: Deadly Nightshade                  | Felicia Kane          |                                           |
| 1999      | Men Cry Bullets                               | Lydia                 |                                           |
| 2000      | The Last Man                                  | Sarah                 |                                           |
| 2000      | Kid                                           | host Larry Kinga      |                                           |
| 2000      | Dracula 2000                                  | Valerie Sharpe        |                                           |
| 2003      | Kašlu na lásku                                | Gwendolyn             | dabing: Veronika Veselá                   |
| 2010      | Mortal Kombat: Rebirth                        | Sonya Blade           |                                           |
| 2010      | Secrets in the Walls                          | Rachel Easton         | televizní film                            |
| 2016      | Dobrodružství v divočině 2: Ztraceni v Africe | Jennifer Croft        | televizní film                            |
| 2019      | Devil's Revenge                               | Susan                 |                                           |
| Televize  |                                               |                       |                                           |
| Rok       | Název                                         | Role                  | Poznámka                                  |
| 1991      | Who's the Boss?                               | Pam                   | díl: „The Unsinkable Tony Micelli“        |
| 1991      | Blesk                                         | Felicia Kane          | díl: „The Deadly Nightshade“              |
| 1991      | Top of the Heap                               | Tyler                 | díl: „The Marrying Guy“                   |
| 1991      | Nurses                                        | Lisa                  | díl: „Mother, Jugs, and Zach“             |
| 1991      | Reasonable Doubts                             | Rachel Beckwith       | díl: „Graduation Day“                     |
| 1992      | Just Deserts                                  | Nicole                | TV film                                   |
| 1993      | The Jackie Thomas Show                        | Pauline Yardley       | díl: „Jackie and the Model“               |
| 1993      | Matlock                                       | Carrie Locke          | 2 díly                                    |
| 1994      | Time Trax                                     | Lauren Sanders        | díl: „Out for Blood“                      |
| 1995      | To je vražda, napsala                         | Maura                 | díl: „Death n' Denail“                    |
| 1995      | Charlie Grace                                 | Claire                | díl: „Designer Knock-Off“                 |
| 1996      | The Client                                    | Jennifer              | díl: „The Morning After“                  |
| 1996      | Melrose Place                                 | Valerie Madison       | 2 díly                                    |
| 1996      | Diagnóza vražda                               | Melissa Farnes        | díl: „Vražda pro knihu“                   |
| 1996      | Pier 66                                       | Beth Saunders         | TV film                                   |
| 1997      | Temné nebe                                    | Juliet Stewart        | 8 dílů                                    |
| 1997–2001 | Star Trek: Vesmírná loď Voyager               | Sedmá z devíti        | 102 dílů, dabing: Lenka Filipová-Kudelová |
| 1999      | Ochránce                                      | Alexis Barnes         | 2 díly                                    |
| 1999      | Dilbert                                       | budík Sedmá z devíti  | díl: „The Gift“                           |
| 2001–2004 | Bostonská střední                             | Ronnie Cooke          | 59 dílů, dabing: Jana Musilová            |
| 2004      | Sudbury                                       | Gillian Owens         | TV film                                   |
| 2004–2005 | Dva a půl chlapa                              | Sherri                | 3 díly                                    |
| 2005      | O.C.                                          | Charlotte Morgan      | 7 dílů, dabing: Ljuba Krbová              |
| 2005      | The Commuters                                 | Anne                  | TV film                                   |
| 2006      | Kauzy z Bostonu                               | Courtney Reese        | 2 díly                                    |
| 2006–2008 | Žralok                                        | Jessica Devlin        | 34 dílů, dabing: Lucie Juřičková          |
| 2009      | Zákon a pořádek: Útvar pro zvláštní oběti     | Patrice Larue         | 3 díly                                    |
| 2009–2011 | Dokonalý podraz                               | Tara                  | 8 dílů                                    |
| 2010      | Agentura Jasno                                | Dr. Kim Phoenix       | díl: „Zmatek od začátku do konce“         |
| 2011–2012 | Skladiště 13                                  | major Amanda Lattimer | 2 díly                                    |
| 2011      | Mortal Kombat: Legacy                         | Sonya Blade           | internetový seriál, 2 díly                |
| 2011–2013 | Tělo jako důkaz                               | Kate Murphy           | hlavní role, 42 dílů                      |
| 2014–2017 | Closer: Nové případy                          | Linda Rothman         | 2 díly                                    |
| 2014      | Helix                                         | Constance Sutton      | 2 díly                                    |
| 2015      | Námořní vyšetřovací služba                    | Rebecca Chase         | díl: „Šach“                               |
| 2015      | Arrow                                         | Jessica Danforth      | díl: „Kandidát“                           |
| 2016–2017 | Bosch                                         | Veronica Allen        | 8 dílů                                    |
| 2020–2022 | Star Trek: Picard                             | Sedmá z devíti        | ve 2. řadě hlavní role, 15 dílů           |
| 2020      | MacGyver                                      | Gwendolyn Hayes       |                                           |

### Videohry
- Star Trek: Voyager Elite Force – Sedmá z devíti, 4. května 2001
- Star Trek: Voyager Elite Force Expansion Pack – Sedmá z devíti, 9. května 2001